# Альфонсо Пінто
Альфонсо Пінто (італ. Michele Piccirillo; 4 жовтня 1978, Неаполь) — італійський боксер, призер чемпіонатів Європи.

## Аматорська кар'єра
2004 року Альфонсо Пінто став срібним призером чемпіонату Європи в категорії до 48 кг, програвши у фіналі Сергію Казакову (Росія) — 22-41. На чемпіонаті Європейського Союзу повторив срібний успіх в категорії до 51 кг, відмовившись від бою у фіналі проти Жерома Тома (Франція).
На Олімпійських іграх 2004 в категорії до 48 кг переміг Еффіонг Окон (Нігерія) — RSC і Карлоса Тамара (Колумбія) — 49-35, а у чвертьфіналі програв Атагюн Ялчинкая (Туреччина) — 24-33.
2005 року Альфонсо Пінто став чемпіоном Європейського Союзу в категорії до 48 кг, а 2006 року завоював срібну медаль, програвши у фіналі Лукашу Мащіку (Польща).
На чемпіонаті Європи 2006 вдруге став срібним призером.
- В 1/8 фіналу переміг Лукаша Мащіка — 48-32
- У чвертьфіналі переміг Аміне Ламірі (Франція) — RSCO 2
- У півфіналі переміг Мумін Велі (Македонія) — 47-39
- У фіналі програв Давиду Айрапетян (Росія) — 24-36

Не зумів пройти відбір на Олімпійські ігри 2008.